# Železnice Federacije Bosne in Hercegovine
Železnice Federacije Bosne in Hercegovine (izvorno: Željeznice Federacije Bosne i Hercegovine; kratica ŽFBiH) so železniško podjetje Federacije Bosne in Hercegovine. Gre za eno od dveh železniških podjetij Bosne in Hercegovine (drugo je ŽRS, ki deluje v Republiki Srbski). Podjetje oskrbuje 608 km železniške proge.

## Pregled
Podjetje, javno in v lasti federalne vlade, je bilo ustanovljeno leta 2001 z združitvijo nekaterih javnih podjetij z družbo ŽHB (Željeznice Herceg-Bosne). Omrežje obsega 601 km, od tega je 392 km elektrificiranih in vgrajenih v standardno tirno širino. Po obsežni sanaciji je več kot 85 odstotkov omrežja zdaj razvrščenih kot D4 glede na kategorije obremenitve UIC, kar omogoča največje obremenitve 22,5 tone na os oziroma 8,0 tone na linearni meter.
Osnovna dejavnost:
Javni prevoz potnikov v notranjem in mednarodnem železniškem prometu, javni prevoz tovora v notranjem in mednarodnem železniškem prometu ter kombinirani promet; vzdrževanje, rekonstrukcija, modernizacija, izgradnja vagonskega parka in druge opreme, potrebne za opravljanje prevoznih storitev; vzdrževanje, obnova, posodobitev in razvoj železniške infrastrukture; organizacija in varnost železniškega prometa.

## Organizacijska shema
- Nijaz Puzić (generalni direktor)
- Enis Džafić (izvršni direktor za gospodarstvo)
- Muhamed Sahić (izv. r. za pravne zadeve in kadre)
- Vlado Budimir (izv. r. za železniške operacije)
- Mirza Šklajić (izv. r. za infrastrukturo)
- Mario Kozina (izv. r. za naložbe in razvojne zadeve)

## Tirna vozila
| Model            | Vrsta                              | Slika  | Status  |
| ---------------- | ---------------------------------- | ------ | ------- |
| JŽ razred 441    | Električna lokomotiva              | </img> | Aktiven |
| HŽ serija 6111   | Električna večnamenska enota (EMU) | </img> | Aktiven |
| EMD G16          | Dizelska lokomotiva                | </img> | Aktiven |
| V 100 (ŽFBH 212) | Dizelska lokomotiva                | </img> | Aktiven |
| HZ serija 6112   | Električna večnamenska enota (EMU) |        | Aktiven |
| Talgo            | Potniški vagoni                    | </img> | Aktiven |